# Rio Lepashe
O rio Lepashe é um curso de água natural do Botswana. Compartilha com o nome da aldeia Lepashe, através do qual o rio desagua.